# Sint-Franciscuskerk (Kapelle)
De Sint-Franciscuskerk (Frans: Église Saint-François-d'Assise) is de parochiekerk van de gemeente Kapelle (Capelle-la-Grande), gelegen aan de Route de Bierne, in het Franse Noorderdepartement.

## Geschiedenis
Kapelle breidde zich uit door de nabijheid van de spoorwegen. De spoorwegwerkers waren immers afgescheiden van de stad Duinkerke door de spoorweg. Daarom werd in 1949 een nieuwe parochie opgericht voor de Cité des Cheminots. Een kapel werd gebouwd uit materialen die afkomstig waren van de sloop van een oud station. Zo beschikte men over een kerkzaal en enkele vergaderzalen en leslokalen. De bevolking bleef groeien en men besloot een nieuwe kerk te bouwen. Maar omdat er weinig middelen waren heeft men een coöperatiegebouw omgevormd tot kerk. Aan architect Roger Wallyn werd gevraagd om de gevel een aanblik te geven die bij een kerk paste. De werkzaamheden duurden van 1993-1995.

## Gebouw
Het oorspronkelijk commerciële gebouw was een uit beton opgetrokken rechthoekige hal. Daartoe werd een witte gevelbekleding met een eenvoudig kruis aangebracht en tevens in een transparant ingangsportaal voorzien.